# 小界乡
小界乡，是中华人民共和国河南省洛陽市洛宁县下辖的一个乡镇级行政单位。

## 行政区划
小界乡下辖以下地区：
小界村、姜阳村、山后村、上村、山根村、界村、竹元沟村、瓦村、田洼村、双桥村、李原村、茶沟村、苇山村、官岭村、南坡村、王沟村、振兴村、王村、新兴村、祝元村、史村、熬庄村、桥南村、桥西村、卫洼村、卡村、贾窑村、梅窑村、徐村、风口村、桑元村和石窑村。